# Iglesia de Santa Odilia (París)
La iglesia [de] Santa Odilia (en francés: église Sainte-Odile) es una iglesia católica situada en el XVII Distrito de Paris, cerca de la Porte de Champerret. El cura es ahora el abad Christian Malcor
La iglesia en su totalidad y la fachada de la calle del presbiterio fueron objeto de una inscripción en el título de los monumentos históricos desde el 14 de mayo de 2001. Este sitio es servido por la estación de metro Porte de Champerret.

## Origen

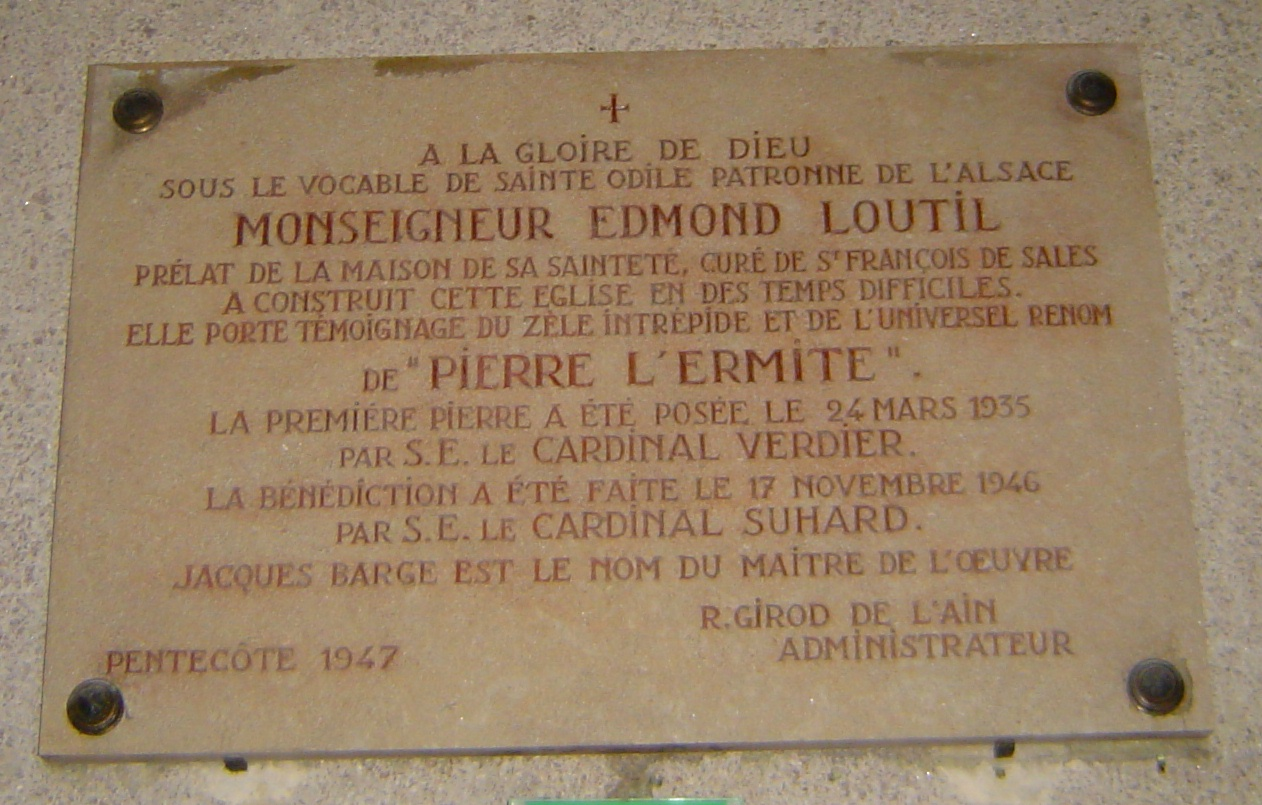
Placa a la entrada de la iglesia

La iglesia de Santa Odilia fue construida gracias a la Œuvre des Chantiers du Cardinal del cardenal Verdier. Es la número 108 en la serie de chantiers du Cardinal, pero era una obra que el cardenal Verdier llamaba in partibus porque no les había costado económicamente nada. Los fondos de hecho habían sido proporcionados por los feligreses, en especial por monseñor Edmond Loutil (1863-1958), entonces párroco de San Francisco de Sales de París, y conocido como periodista, columnista del diario La Croix y novelista bajo el seudónimo de Pierre l'Ermite.
La construcción, comenzada el 24 de marzo de 1935, se terminó en 1946. Monseñor Edmond Loutil dedicó la iglesia a santa Odilia, santa patrona de Alsacia, de donde su madre era originaria. La iglesia tenía que servir a las habitations à bon marché (casas baratas) construidas sobre las antiguas fortificaciones.

## Construcción

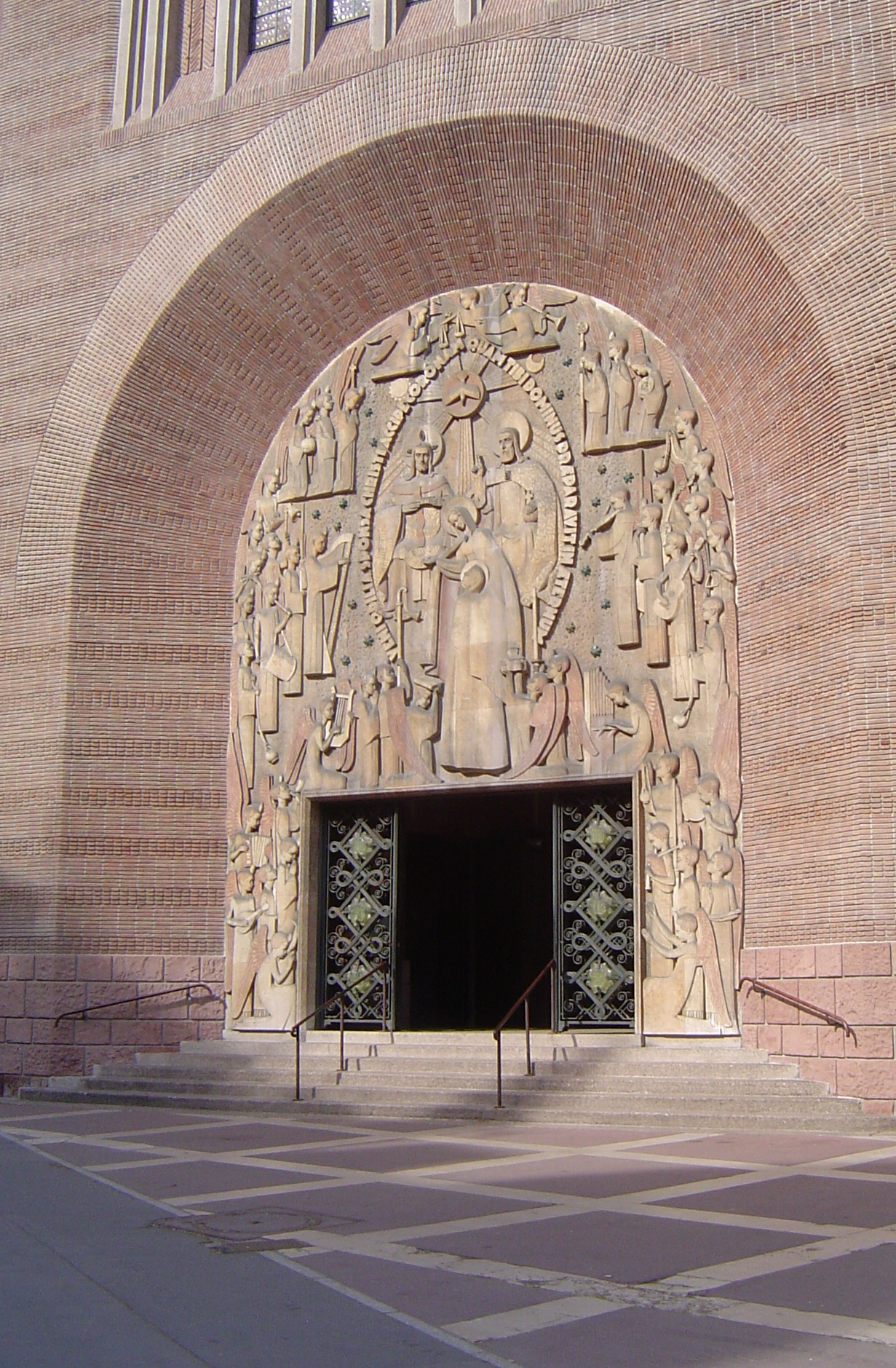
Porche de entrada

El arquitecto fue Jacques Barge quien decidió inspirarse en la arquitectura bizantina. La estructura es de hormigón armado. El basamento está revestido de ladrillos en gres rosado de Saverne, la piedra de la catedral de Estrasburgo.
El edificio está cubierto con tres cúpulas rebajadas. Está dominado por un elegante campanario de 72 m de altura, el más alto de los campanarios de París.
El campanario alberga un carillón de veintiséis campanas, tres de las cuales son a voleo. Las campanas fueron fundidas en 1941 por la fundición Paccard. Es el único carillón manual de París. Se tocan regularmente en ocasiones religiosas.

## Decoración interior

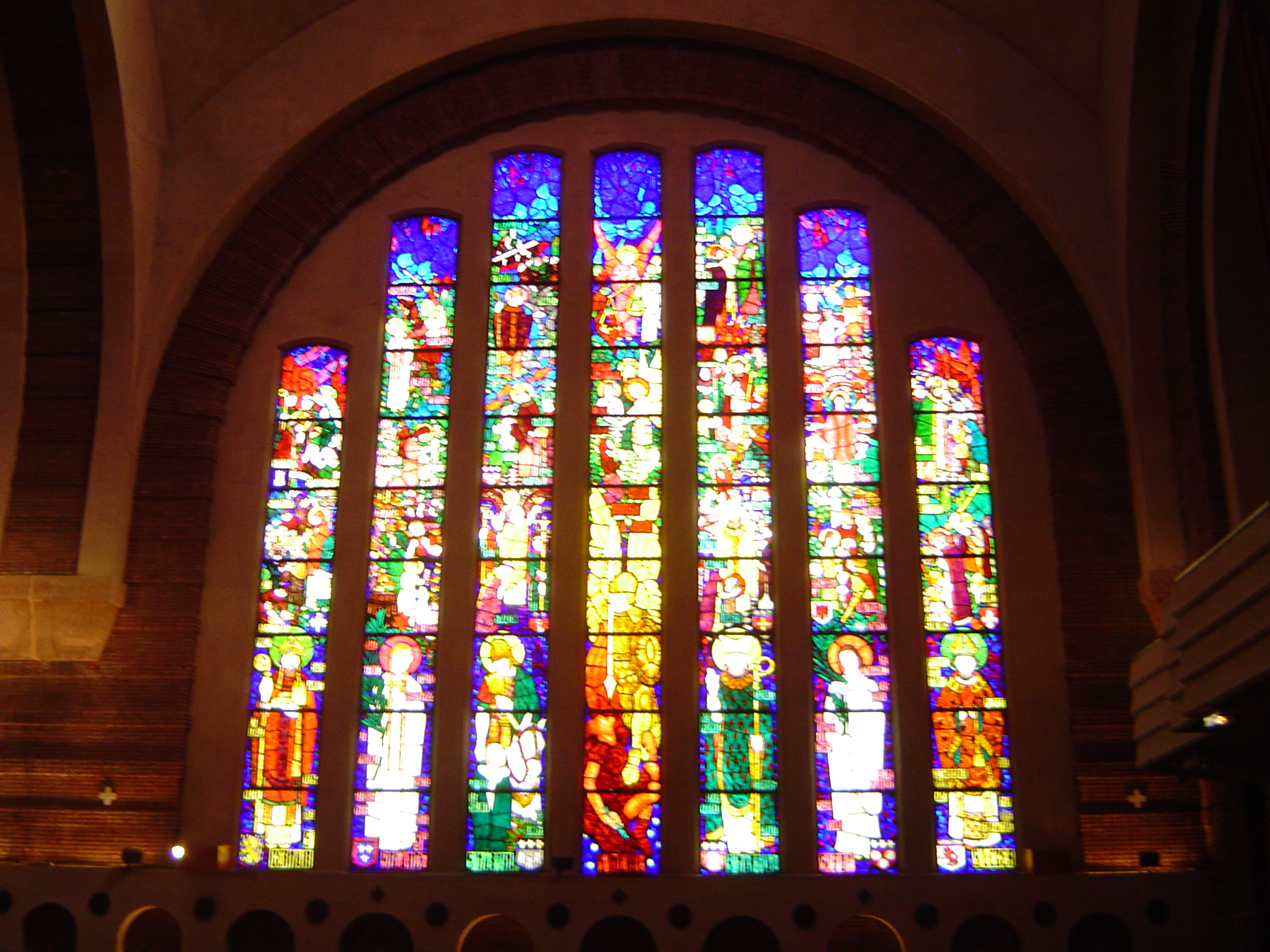
La vidriera que representa a santa Odilia

Muchos artistas participaron en la decoración interior: el artista del mosaico  Auguste Labouret hizo el altar;  Anne-Marie Roux-Colas esculpió el tímpano y los capitales; el esmaltador Robert Barriot, y el vidriero François Décorchemont hicieron, el primero un retablo, los segundo tres vidrieras monumentales que representan a Santa Odilia y los santos de Francia.
El altar mayor en vidrio éclaté, mosaicos y esmaltes es obra de  Labouret-Chauvière (1871-1964).

## Consagración y culto

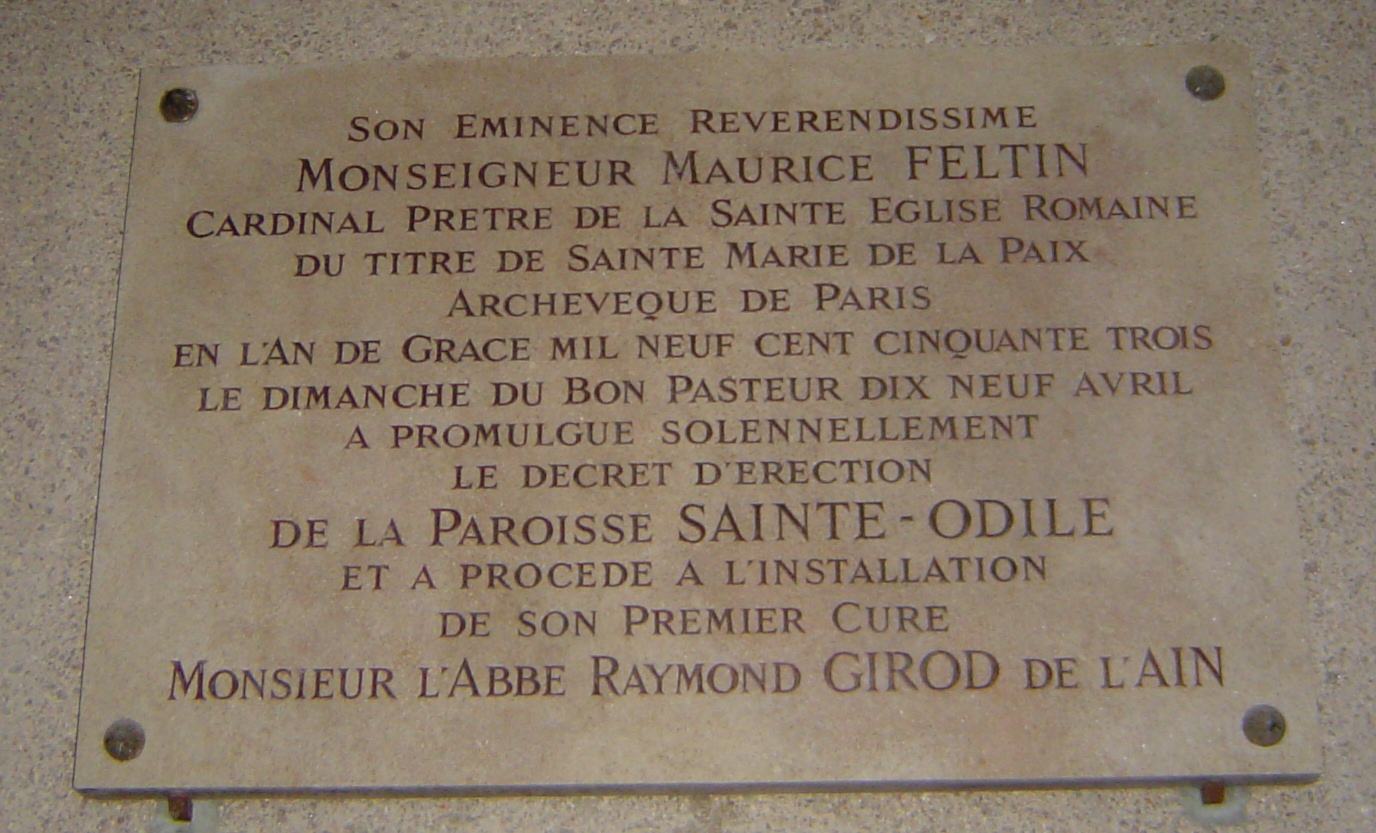
Placa a la entrada de la iglesi

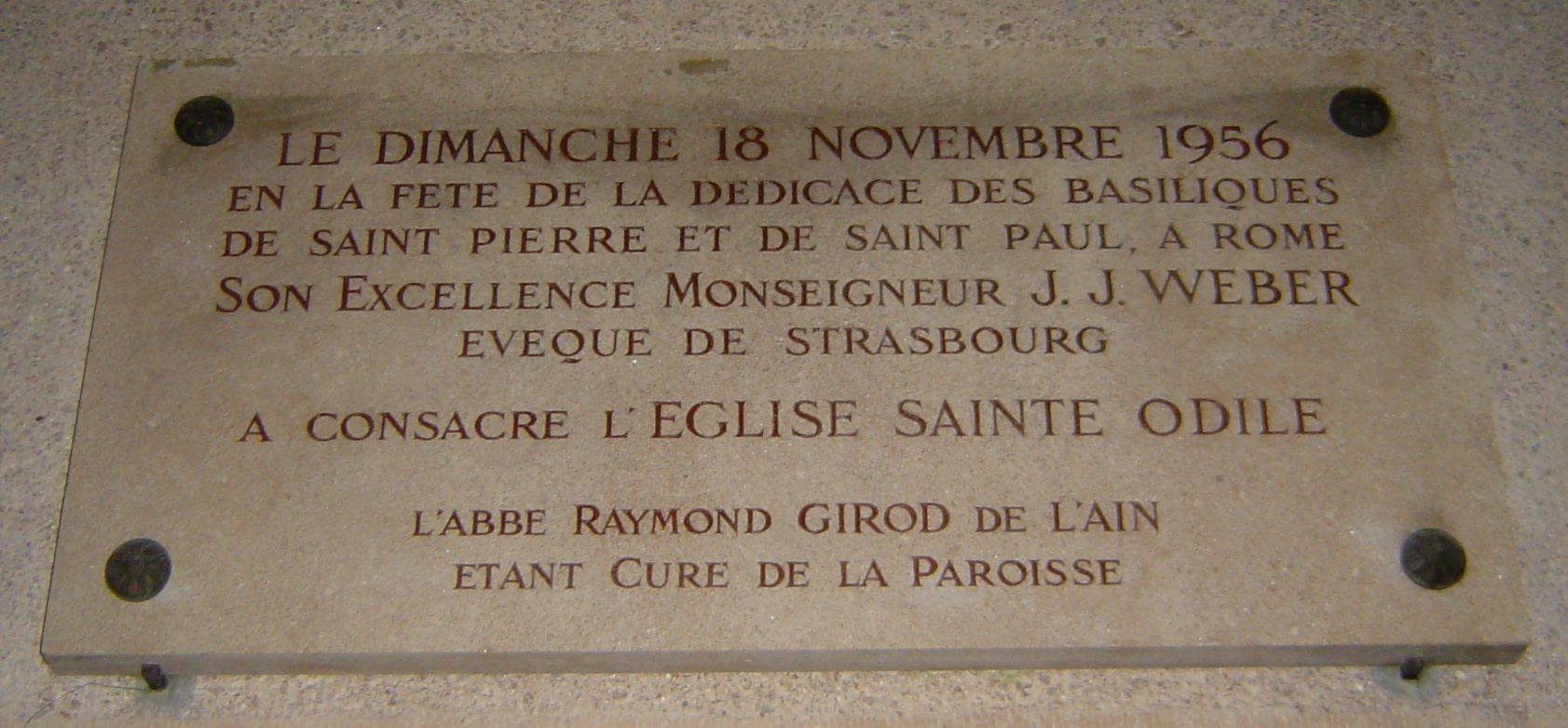
Placa a la entrada de la iglesi

La iglesia fue bendecida el 17 de noviembre de 1946 por el cardenal Suhard y fue consagrada el 18 de noviembre de 1956; la erección de la parroquia había sido promulgada el 19 de abril de 1953 por el cardenal Feltin.
La parroquia, además de las misas habituales del rito romano, proporciona culto en la forma tridentina en latín, los domingos a las 9:30 y 18 horas.

## Restauración
La iglesia fue restaurada en 2008.

## Hechos diversos
El sábado 4 de enero de 2014, un hombre atacó uno de los altares. Lo golpeó, rompió seis candelabros y una estatua de Santa Teresa del Niño Jesús. También abrió el baptisterio y alteró el agua usada para los bautismos.